# Gilles Vergnon
 (janvier 2022).
Gilles Vergnon est un universitaire français, maître de conférence habilité en histoire contemporaine à l'Institut d'études politiques de Lyon. Il est spécialiste de l'histoire des gauches en Europe et de la Seconde Guerre mondiale.
Il est membre du conseil scientifique du Mémorial de Vassieux-en-Vercors, l'une des cinq villes faites Compagnon de la Libération par le général de Gaulle, et du Musée départemental d'Histoire de la Résistance et de la Déportation de l'Ain et du Haut-Jura.

## Publications

### Ouvrages
- Les gauches européennes après la victoire nazie. Entre planisme et unité d’action (1933-1934), Paris, L’Harmattan, 1997, 472 p., [présentation en ligne].
- Le Vercors. Histoire et mémoire d'un maquis, Paris, Éditions de l'Atelier, 2002, réédition 2005, 256 p. (Prix Philippe Viannay 2002), [présentation en ligne].
- Laurent Bonnevay. Le centrisme, les départements, la politique (avec Bruno Benoit), Lyon, Stéphane Bachès, 2009, 256 p.
- L'antifascisme en France : de Mussolini à Le Pen, Rennes, Presses universitaires de Rennes, coll. « Histoire », 2009, 234 p. (ISBN 978-2-7535-0951-1, lire en ligne).
- Résistance dans le Vercors. Histoire et lieux de mémoire, Grenoble, Glénat / Parc naturel régional du Vercors, 2012, 192 p.
- Eugène Chavant (1894-1969), du « Poilu » de 1914 au chef de maquis de 1944, Musée de la Résistance et de la déportation de l’Isère/Conseil général de l’Isère, 2014.
- Le « modèle » suédois : les gauches françaises et l'impossible social-démocratie, Rennes, Presses universitaires de Rennes, coll. « Histoire. Histoire politique de la France au XXe siècle », 2015, 182 p. (ISBN 978-2-7535-3957-0, lire en ligne), [présentation en ligne].
- Un enfant est lynché : l'affaire Gignoux, 1937, Paris, Presses universitaires de France, 2018, 276 p. (ISBN 978-2-1308-0030-9, présentation en ligne), [présentation en ligne].

## Archives
- Inventaire du fonds d'archives de Gilles Vergnon conservé à La contemporaine.